# Davi Cortes da Silva
Davi Cortes da Silva, född den 19 november 1963 i Rio de Janeiro, Brasilien, är en brasiliansk fotbollsspelare som tog OS-silver i fotbollsturneringen vid de olympiska sommarspelen 1984 i Los Angeles.